# HD 132029
HD 132029，又名BD+32 2531，SAO 64408、HR 5569，是一颗恒星，视星等为6.12，位于銀經51.36，銀緯62.57，其B1900.0坐标为赤經14h 51m 50.2s，赤緯+32° 62.57′ 15″。